# Bupivacaina
La  bupivacaina è un anestetico locale amminoammidico, scoperta nel 1957 e presente nella lista dei farmaci essenziali dell'Organizzazione mondiale della sanità.
Viene utilizzato in chirurgia e in odontoiatria, talvolta associato con un agente vasocostrittore per prolungarne la durata d'azione, come l'adrenalina o la noradrenalina.
In genere inizia ad avere effetto entro 15 minuti e la sua durata di azione varia dalle 2 alle 8 ore.
I possibili effetti collaterali includono sonnolenza, contrazioni muscolari, ronzio alle orecchie, alterazioni della vista, bassa pressione sanguigna e frequenza cardiaca irregolare.
La bupivacaina è disponibile come farmaco generico e non è molto costosa.

## Struttura chimica
Il gruppo aromatico e la catena idrocarburica sono collegate da un legame ammidico. Di conseguenza, gli anestetici ammino-ammidici sono più stabili e hanno meno probabilità di causare reazioni allergiche.
A differenza della lidocaina, la porzione amminica terminale della bupivacaina è un anello piperidinico.

## Farmacologia

### Farmacodinamica
La bupivacaina si lega alla porzione intracellulare dei canali del sodio e blocca l'afflusso di sodio nelle cellule nervose, prevenendo la depolarizzazione. Senza depolarizzazione, non può verificarsi alcuna conduzione degli stimoli dolorosi.

### Farmacocinetica
Il tasso di assorbimento sistemico di bupivacaina e altri anestetici locali dipende dalla dose e dalla concentrazione del farmaco somministrato, dalla via di somministrazione, dalla vascolarizzazione del sito di somministrazione e dalla presenza o assenza di epinefrina nella preparazione.
- Inizio dell'azione (via e dose-dipendente): 1-17 min
- Durata dell'azione (via e dose-dipendente): 2-9 ore
- Emivita: neonati, 8,1 ore, adulti: 2,7 ore
- Tempo al picco della concentrazione plasmatica (per blocco periferico, epidurale o caudale): 30-45 min
- Legame proteico: circa il 95%
- Metabolismo: epatico
- Escrezione: renale (6% invariato)

## Usi
La bupivacaina, come tutti gli anestetici locali è indicata nell'anestesia locale, regionale e locoregionale, incluse l'anestesia spinale, peridurale e caudale, blocco dei nervi periferici e dei nervi simpatici. Talvolta viene usato in combinazione con epinefrina per prevenire l'assorbimento sistemico e prolungare la durata dell'azione. 
La formulazione allo 0,75% viene utilizzata nel blocco retrobulbare. 
È l'anestetico locale più usato nell'anestesia epidurale durante il travaglio e nella gestione del dolore postoperatorio.
Le formulazioni liposomiche di bupivacaina non sono più efficaci delle soluzioni semplici.

### Controindicazioni
La bupivacaina è controindicata nei pazienti con reazioni di ipersensibilità alla bupivacaina o agli anestetici ammidici. È anche controindicata nell'anestesia regionale endovenosa per il rischio di assorbimento sistemico del farmaco con conseguente arresto cardiaco. La formulazione dello 0,75% è controindicata nell'anestesia epidurale durante il travaglio perché può dare arresto cardiaco refrattario.
La bupivacaina attraversa la placenta. Tuttavia, è approvato per l'uso in anestesia ostetrica. La bupivacaina viene escreta nel latte materno.

### Effetti collaterali
Le reazioni avverse da bupivacaina sono rare se viene somministrata in maniera corretta. La maggior parte delle reazioni sono causate dall'accelerato assorbimento nel sito di iniezione, dall'iniezione intravascolare involontaria o dalla lenta degradazione metabolica.
Fra gli effetti collaterali più frequenti ritroviamo fotofobia, nausea, vomito, disorientamento, orticaria. Raramente possono verificarsi reazioni allergiche. Gli effetti collaterali più severi sono rappresentati da cardiotossicità: rispetto ad altri anestetici locali, la bupivacaina è marcatamente cardiotossica.
A basse concentrazioni il farmaco inibisce selettivamente le vie inibitorie corticali, causando sintomi di eccitazione neuronale. A concentrazioni plasmatiche più elevate, vengono inibite sia le vie inibitorie che quelle eccitatorie, causando depressione del SNC fino ad arrivare al coma. Concentrazioni plasmatiche più elevate comportano anche effetti cardiovascolari, anche se il collasso cardiovascolare può verificarsi anche con basse concentrazioni. Gli effetti avversi sul SNC possono essere predittivi del sopraggiungere della cardiotossicità e devono essere attentamente monitorati.
- SNC: intorpidimento circonferenziale, formicolio facciale, vertigini, acufene, irrequietezza, ansia, convulsioni, coma
- Cardiovascolare: ipotensione, aritmia, bradicardia, blocco cardiaco, arresto cardiaco[7]

La tossicità può verificarsi anche durante l'iniezione subaracnoidea nell'anestesia spinale. Gli effetti includono: parestesia, paralisi, apnea, ipoventilazione, incontinenza fecale e incontinenza urinaria. Inoltre, la bupivacaina è tossica per la cartilagine, le infusioni intra-articolari possono portare a condrolisi gleno-omerale postartroscopica.

## Trattamento del sovradosaggio
Studi sugli animali indicano che un'emulsione lipidica endovenosa può essere efficace nel trattamento della cardiotossicità grave dovuta al sovradosaggio di anestetico. Sono stati riportati casi clinici umani conclusi con successo grazie all'uso di questo metodo.